# Tarentola americana
La salamanquesa dormilona o salamanquesa de Cuba (Tarentola americana) es el mayor reptil de la familia Gekkonidae de las Antillas y el Caribe, alcanzando hasta 24 cm de longitud. Es común en zonas naturales, y es muy similar en morfología y temperamento al geco tokay (Gekko gecko), aunque es de un color gris blanquecino y carece de los tonos brillantes característicos del geco tokay. La salamanquesa de Cuba adopta como refugio cuevas o madrigueras abandonadas de otras especies, y a menudo se la encuentra en compañía de los murciélagos, con los que compite en alimentación.

## Subespecies
- Tarentola americana warreni, Schwartz, 1968
- Tarentola americana americana, (Gray, 1831)

## Sinonimia
- Platydactylus americanus GRAY 1831: 48
- Platydactylus milbertii DUMÉRIL & BIBRON 1836: 325
- Platydactylus (Tarentola) Americanus var. Cubanus GUNDLACH & PETERS in PETERS 1864: 384
- Tarentola americana — BOULENGER 1885: 195
- Tarentola cubana — BOULENGER 1885: 195
- Tarentola (Neotarentola) americana - JOGER 1984
- Tarentola americana — SCHWARTZ & HENDERSON 1991: 549
- Tarentola americana — KLUGE 1993
- Tarentola (Neotarentola) americana — RÖSLER 2000: 115